# 125592 Buthiers
125592 Buthiers è un asteroide della fascia principale. Scoperto nel 2001, presenta un'orbita caratterizzata da un semiasse maggiore pari a 2,5859860 UA e da un'eccentricità di 0,1363206, inclinata di 3,30761° rispetto all'eclittica.